# Acontiinae
Acontiinae là một phân họ bướm đêm thuộc họ Noctuidae.

## Acontiinaeincertae sedis
Các chi incertae sedis trong phân họ Acontiinae gồm:
| - Alypophanes - Aroana - Autoba - Bandelia - Calymna - Carmara - Cerynea - Chaograptis - Clytoscopa - Cophanta - Corgatha - Decticryptis - Diplothecta - Ecnomia - Enispa - Epopsima - Euanotia - Eugatha - Eulocastra - Habrophyes - Haplopseustis - Heterorta - Himerois - Holocryptis - Hypobleta - Hyposada | - Lacistophanes - Lophoruza - Maliattha - Mataeomera - Metasada - Micraeschus - Micrapatetis - Microedma - Mimasura - Narangodes - Parerastria - Peperita - Pseudcraspedia - Pseudephyra - Pseudeustrotia - Pyripnoa - Sigela - Sophta - Tabomeeres - Technemon - Thaumasiodes - Trissernis - Vescisa - Xanthograpta - Xenopseustis |